# Шамс ад-Дін ібн Мухаммад
Шамс ад-Дін ібн Мухаммад (*араб. شمس اد الدين بن محمد‎; д/н — 1487) — 6-й султан Адалу у 1472—1487 роках.

## Життєпис
Походив з династії Валашма. Син султана Мухаммада. 1472 року посів трон. Невдовзі став підтримувати набіги на ефіопську територію, внаслідок чого почалися конфлікт з негусом Баедою Мар'ямом I.
Протистояння тривала за наступного негуса Ескендера, молодим віком та боротьбою регентів намагався скористатися Шамс ад-Дін, здійснивши декілька вдалих походів на ефіопську територію.
Втім у 1478 року ефіопи перейшли у наступ. У 1479 році ворожа армія захопила столицю султанату — Даккар, яку було пограбовано. Втім на зворотньому шляху Шамс ад-Дін атакував армію негуса, завдавши тякої поразки. Сам Ескендер ледве врятувався. після цього протистояння між державами припинилося до кінця панування Шамс ад-Діна.
Займався відновлення господарства та зміцненням війська. Помер 1487 року. Йому спадкував небіж Мухаммад ібн Азгар ад-Дін.